# 利拉區
利拉區是非洲中部國家烏干達的111個區之一，由北部區負責管轄，首府是利拉，海拔高度1,080米，總面積1,326平方公里，距離古盧約110公里，2010年人口估計為386,100。

## 外部連結
- Lira District Website

02°20′N 33°06′E / 2.333°N 33.100°E